# Jovo M. Bižić
Jovo Bižić (Sjeničak, 1927 — Beograd, 2003) bio je srpski učitelj i pisac.

## Biografija
Jovo M. Bižić je rođen u Lasinjskom Sjeničaku, opština Karlovac, Kraljevina SHS. Petnaest godina radio je kao učitelj u nekoliko sela opštine Vrginmost na Kordunu, među kojima i u svom rodnom mjestu.
Nakon diplomiranja na Višoj stručnoj pedagoškoj školi u Rijeci, radi kao nastavnik tehničkog obrazovanja u Osnovnoj školi Herta Turza u Karlovcu. Od 1978. godine radi u Beogradu, najpre u Osnovnoj školi Jajinci, a potom u školi Bora Stanković na Banjici.
Napisao je trilogiju o ljudima i jadima u srpskoj Krajini.

## Dela
- Tuđe večere, roman, Beograd, 2000.
- Pogrom, roman, Beograd, 2000. (Nagrada Andrić - Gligović)
- Ovajke drugovi, roman, Beograd, 2000.